# NGC 5821
NGC 5821 је спирална галаксија у сазвежђу Волар која се налази на NGC листи објеката дубоког неба.
Деклинација објекта је + 53° 55' 24" а ректасцензија 14h 58m 59,8s. Привидна величина (магнитуда) објекта NGC 5821 износи 13,7 а фотографска магнитуда 14,6. NGC 5821 је још познат и под ознакама UGC 9648, MCG 9-25-2, CGCG 273-39, CGCG 274-5, PGC 53532.